# 南泉寺 (湘陰県)
南泉寺（なんせんじ）は、中華人民共和国湖南省岳陽市湘陰県文星街道にある臨済宗系の寺院。現寺は2003年の所建である。

## 歴史
南泉寺は、南宋の紹興10年（1140年）、高僧の普庵印粛がその山秀地霊を喜び、結庵して居した。当時は「双林禅寺」と称した。泉は仏寺の南にあるので、「南泉寺」と呼ばれています。
明の永楽4年（1406年）、僧侶の徳涌は寺を修復します。正徳5年（1510年）には寺院を修復した。その後、南泉寺は長年修理を怠り、殿舎が傾いた。黄庭鎧が資金を募り全面重建し、嘉靖30年（1551年）に落成した。
清が明を征服した戦争で、南泉寺は兵火によって破壊された。康煕33年（1694年）、崇山徳鼎が修復寺院を主宰しました。その後、行和、本山法養行見、祜玉、祜鑑、宗容、宗林、宗蘭などが順次住職を務めた。
1930年、南泉寺に湘陰県立中学校が設立され、一部の仏殿が教室として使用されました。日中戦争の時、湘陰県政府は二度の空襲を避けて南泉寺署に来ました。日中戦争の後、南泉寺は寺の僧侶の安幸によって回収されました。
1952年、南泉寺の一部の殿宇の木の瓦は建築材料として取り壊され、小部分の殿宇は南泉小学校の教室として使用されました。その後小学校が火事になり、南泉寺は廃墟となりました。1958年、南泉寺は茶桑場です。1978年、ジャスミン田を改築し、南泉古井が埋められた。2002年の元月、釈来修を修理して南泉寺の廃墟まで遊覧しにきて、茅庵を結びます。2001年10月、寺院の再建が始まり、2003年に完成しました。2006年、湖南省政協委員の懐梵が南泉寺の方丈に就任しました。2014年12月、南泉寺は「国家AAA級観光景区」に登録されました。

## 伽藍
山門、天王殿、大雄宝殿（本堂）、観音殿、地蔵殿、伽藍殿、鐘楼、鼓楼、祖師殿、放生池。